# آلژان ژارموخامدوف
آلژان ژارموخامدوف (قزاقی: Әлжан Мүсірбекұлы Жармұхамедов؛ زادهٔ ۲ اکتبر ۱۹۴۴) بازیکن بسکتبال اهل اتحاد جماهیر شوروی سوسیالیستی بود.
از باشگاه‌هایی که در آن بازی کرده‌است می‌توان به باشگاه بسکتبال زسکا مسکو اشاره کرد.
وی در مسابقات کشوری و بین‌المللی در مجموع برندهٔ ۴ مدال طلا، ۲ مدال نقره، ۲ مدال برنز شده‌است.